# 华山街道 (兴城市)
华山街道，是中华人民共和国辽宁省葫芦岛市兴城市下辖的一个乡镇级行政单位。

## 行政区划
华山街道下辖以下地区：
锦华社区、锦山社区、上长茂村、下长茂村、西羊草村、四合村和绿化村。